# Anatropi
Anatropi (Griego: Ανατροπήen español: Vuelco) es el álbum debut del cantante Kostas Martakis, lanzado en Grecia el 20 de julio de 2007 por Sony BMG Grecia. Incluye muchos éxitos como, "Anatropi", "Nai", "Astous Na Lene" y "Oneira Megala". En marzo de 2008, el álbum fue relanzado para incluir el nuevo sencillo "Always and Forever" y lanzado como Anatropi: Special Edition. También fue relanzado por segunda vez como Anatropi: Deluxe Edition a finales de diciembre de 2008 para incluir la versión griega de "Always and Forever" y cuatro temas nuevos.

## Antecedentes
Después de ganar fama en el "Dream Show" en 2006, Kostas Martakis pronto fue contratado por Sony BMG Grecia y también se asoció con el mánager Elias Psinakis, que también era juez en "Dream Show" y que había sido mánager previamente de Sakis Rouvas por 15 años. Poco después, Martakis lanzado su primer EP titulado "Panta Mazi" (Siempre juntos), que contenía cuatro canciones del álbum.
Lanzado el 20 de julio de 2007 por parte de Sony BMG Grecia, Anatropi era el álbum debut de  Kostas Martakis, después de su EP debut "Panta Mazi". Anatropi contenía una serie de éxitos como la canción que le dio título al álbum, así como "Nai", "Gi`afto Hirokrotiste Tin" y "As' Tous Na Lene".
Tras la participación de Martakis en la final nacional para representar a Grecia en el Festival de la Canción de Eurovisión 2008, el álbum fue reeditado como Anatropi: Special Edition el 20 de marzo de 2008. La edición especial incluye "Always and Forever" como nuevo sencillo.
Debido al servicio en la Armada griega, Martakis en el segundo semestre de 2008, Anatropi fue relanzado a finales de diciembre de 2008 como Anatropi: Deluxe Edition el cual contiene 5 nuevas canciones en lugar de un álbum totalmente nuevo.

## Lista de canciones
- Versión original

| N.º | Título                                                                                                  | Letras                                   | Duración |  |
| 1.  | «Anatropi» (Ανατροπή; Vuelco)                                                                           | Eleana Vrahli; Dimitris Kontopoulos      | 4:23     |  |
| 2.  | «Nai» (Ναι; Sì)                                                                                         | Eleana Vrahli; Giannis Hristodoulopoulos | 2:58     |  |
| 3.  | «Krisimi Ora» (Κρίσιμη ώρα; Hora Crucial)                                                               | Eleana Vrahli; Giannis Hristodoulopoulos | 3:25     |  |
| 4.  | «San Theos» (Σαν θεός; Como Dios)                                                                       | Giannis Mallias; Iordanis Paulou         | 3:06     |  |
| 5.  | «Sirmata Ilektrofora» (Σύρματα ηλεκτροφόρα; Alambres Electrificados)                                    |                                          | 3:55     |  |
| 6.  | «Pou Na Se Vro» (Που να σε βρω; Donde Debo Encontrarte)                                                 | Pegasos                                  | 3:11     |  |
| 7.  | «As’ Tou Na Lene» (Αστους Να Λένε; Dejalos Que Hablen)                                                  |                                          | 3:17     |  |
| 8.  | «Oneira Megala» (Όνειρα Μεγάλα; Gran Sueño)                                                             | Eleana Vrahli; Giannis Hristodoulopoulos | 3:49     |  |
| 9.  | «Na Min Xanarthi Kalokeri» (Να Μην Ξανάρθει Καλοκαίρι; El Verano no Viene de Nuevo)                     | Evripos; Nikos Orfanos                   | 2:38     |  |
| 10. | «Thele I Agapi Thisia» (θελε Η Αγάπη Θυσία; El Amor Necesita Sacrificio)                                | Eleana Vrahli; Giannis Hristodoulopoulos | 3:27     |  |
| 11. | «Gi’ Afto Xeirokrotiste Tin (Bisogna Saper Perdere)» (Γι Αυτό Χειροκροτήστε Την; El Aplauso para Ellos) | Giannis Doksas; Casia Cin                | 2:59     |  |
| 12. | «Panta Mazi» (Πάντα Μαζί ; Siempre Juntos)                                                              | Eleana Vrahli; Giannis Hristodoulopoulos | 3:46     |  |
| 13. | «Kanenas Allos» (Κανένας Άλλος; Ningún Otro)                                                            | Nikos Gritsis; Dimitris Kontopoulos      | 3:34     |  |
| 14. | «Adinamia Mou» (Αδυναμία Μου; Mi Debilidad)                                                             | Nikolas Nikolaou; Neofitos Neofitou      | 3:56     |  |

| Bonus Track |                                                                                     |                                     |          |  |
| N.º         | Título                                                                              | Letras                              | Duración |  |
| 15.         | «Thelo Epeigontos Diakopes» (Θέλω Επείγοντος Διακοπές; Necesito Vacaciones Urgente) | Nikos Gritsis; Dimitris Kontopoulos | 3:21     |  |

- Special Edition (Versión original más el sencillo "Always and Forever")

1. "Always and Forever" (versión Eurovision)
2. "Always and Forever" (versión Rock)
3. "Always and Forever" (versión Ballad)
4. "Panta Tha Gyrizo Ekei" (versión Eurovision)
5. "Panta Tha Gyrizo Ekei" (versión Rock)

- Deluxe Edition

| N.º | Título                                                                                                  | Letras                                   | Duración |  |
| 1.  | «Fila Me» (Φίλα με; Bésame)                                                                             | Nikos Gritsis, Kike Santander            | 3:30     |  |
| 2.  | «Kanenas Allos» (Κανένας Άλλος; Ningún Otro)                                                            | Nikos Gritsis; Dimitris Kontopoulos      | 3:34     |  |
| 3.  | «Thele I Agapi Thisia» (θελε Η Αγάπη Θυσία; El Amor Necesita Sacrificio)                                | Eleana Vrahli; Giannis Hristodoulopoulos | 3:27     |  |
| 4.  | «Adinamia Mou» (Αδυναμία Μου; Mi Debilidad)                                                             | Nikolas Nikolaou; Neofitos Neofitou      | 3:56     |  |
| 5.  | «Anatropi» (Ανατροπή; Vuelco)                                                                           | Eleana Vrahli; Dimitris Kontopoulos      | 4:23     |  |
| 6.  | «As’ Tou Na Lene» (Αστους Να Λένε; Dejalos Que Hablen)                                                  |                                          | 3:17     |  |
| 7.  | «Gi’ Afto Xeirokrotiste Tin (Bisogna Saper Perdere)» (Γι Αυτό Χειροκροτήστε Την; El Aplauso para Ellos) | Giannis Doksas; Casia Cin                | 2:59     |  |
| 8.  | «Thelo Epeigontos Diakopes» (Θέλω Επείγοντος Διακοπές; Necesito Vacaciones Urgente)                     | Nikos Gritsis; Dimitris Kontopoulos      | 3:21     |  |
| 9.  | «Krisimi Ora» (Κρίσιμη ώρα; Hora Crucial)                                                               | Eleana Vrahli; Giannis Hristodoulopoulos | 3:25     |  |
| 10. | «Mikro Theoi (ft. Shaya )» (Μικρό Θεοί; Pequeños dioses)                                                |                                          | 3:51     |  |
| 11. | «Na Min Xanarthi Kalokeri» (Να Μην Ξανάρθει Καλοκαίρι; El Verano no viene de nuevo)                     | Evripos; Nikos Orfanos                   | 2:38     |  |
| 12. | «Nai» (Ναι; Sì)                                                                                         | Eleana Vrahli; Giannis Hristodoulopoulos | 2:58     |  |
| 13. | «Oneira Megala» (Όνειρα Μεγάλα; Gran Sueño)                                                             | Eleana Vrahli; Giannis Hristodoulopoulos | 3:49     |  |
| 14. | «Panta Tha Girizo Ekei" (versión Rock)»                                                                 |                                          | 3:03     |  |
| 15. | «Panta Mazi» (Πάντα Μαζί ; Siempre Juntos)                                                              | Eleana Vrahli; Giannis Hristodoulopoulos | 3:46     |  |
| 16. | «Pou Na Se Vro» (Που να σε βρω; Donde Debo Encontrarte)                                                 | Pegasos                                  | 3:11     |  |
| 17. | «San Theos» (Σαν θεός; Como Dios)                                                                       | Giannis Mallias; Iordanis Paulou         | 3:06     |  |
| 18. | «Sirmata Ilektrofora» (Σύρματα ηλεκτροφόρα; Alambres Electrificados)                                    |                                          | 3:55     |  |

### Sencillos
"Thelo Epigondos Diakopes"
- "Thelo Epigondos Diakopes" fue el primer sencillo de Anatropi, y fue lanzado en el EP titulado Panta Mazi y como sencillo para la radio en noviembre de 2006, antes del lanzamiento del álbum.

"Nai"
- "Nai", fue el segundo sencillo del álbum, y fue lanzado a las estaciones de radio a principios de 2007 y fue puesto a disposición del EP, Panta Mazi. La canción se convirtió en un éxito en la radio.

"Gi 'afto Hirokrotiste Tin"
- "Gi 'afto Hirokrotiste Tin" fue el tercer sencillo de Anatropi', y fue lanzado a las estaciones de radio a principios de 2007 y fue puesto a disposición del EP Panta Mazi. La canción ganó airplay de radio considerable, y fue incluido en la compilación Kolasi 2007.

"Anatropi"
- "Anatropi" fue el cuarto sencillo y canción que da título del álbum y fue lanzado a las estaciones de radio en junio de 2007. Es el primer sencillo que no fue publicado previamente en el EP Panta Mazi. La canción también tuvo un video musical y ganó radial sustancial durante el verano por lo que fue una canción exitosa del verano de 2007.

"As'Tous Na Lene"
- "As'Tous Na Lene" fue el quinto sencillo y fue lanzado a las estaciones de radio en noviembre de 2007. Martakis cantó una versión en inglés de la canción titulada "People are Talking", como parte de su participación en el "New Wave Festival" en 2007, donde ganó el 2.º lugar. La canción no logró recoger mucho airplay de radio.

"Oneira Megala"
- "Oneira Megala" fue el sexto sencillo y fue lanzado a las estaciones de radio en enero de 2008. Un video musical fue filmado para la canción en Moscú, Rusia.

"Always and Forever/Panta Tha Girizo Ekei"
- "Always and Forever/Panta Tha Girizo Eki", fue el séptimo sencillo de Anatropi, y el primero de la edición especial de relanzamiento en junio de 2008. Fue lanzado a las estaciones de radio en marzo de 2008, y fue la entrada de Martakis en la final nacional para representar a Grecia en el Festival de la Canción de Eurovisión 2008. Grabado en tres diferentes versiones de inglés, y dos versiones en distintos griegos, la canción fue lanzada como un CD-Single que alcanzó el número 1 en las listas de sencillos IFPI y fue certificado de oro.

"Fila Me"
- "Fila Me" fue el octavo sencillo de Anatropi, y el primero del relanzado Deluxe Edition lanzado en diciembre de 2008. Fue lanzado a las estaciones de radio en septiembre de 2008 junto con un video musical. La canción ganó airplay de radio considerable, y se convirtió en un éxito en radio en el verano.

"Kanenas Allos""
- "Kanenas Allos" es el último y noveno sencillo de Anatropi, y fue lanzado a las estaciones de radio el 25 de enero de 2009.